# Perlamantis
Perlamantis es un género de las mantis, de la familia Amorphoscelidae, del orden Mantodea. Se distribuyen por el sur de Europa y el norte de África.

## Especies
Tiene 2 especie reconocidas científicamente y una especie sinónimo:
- Perlamantis algerica (Giglio-Tos, 1914)

- Perlamantis alliberti (Guérin-Méneville, 1843)

Sinónimo
- Perlamantis tunetana (Bonnet & Finot, 1884)